# Linha Bloor-Danforth
A linha Bloor-Danforth é uma das quatro linhas de metrô de Toronto, possuindo 31 estações e 26,2 quilômetros de comprimento, correndo em sua maior parte ao longo da Bloor Street e da Danforth Avenue. É também chamada dentro do TTC como Route 2.

## História
Durante a década de 1950, após a inauguração da primeira linha Yonge de metrô da cidade, o TTC, que queria a construção de uma segunda linha de metrô correndo em um sentido leste-oeste, passou a pressionar pela construção de uma linha ao longo da Queen Street, então uma das vias públicas mais movimentadas da cidade, e um dos corações financeiros de Toronto. Porém, o crescente congestionamento na linha de bonde correndo ao longo da Bloor Street e da Danforth Avenue fez com que Toronto e seus subúrbios a oeste, Etobicoke, e a leste, East York e Scarborough, passassem a forçar o TTC a fazer com que a linha corresse ao longo destas vias públicas. Como a cidade pagaria por boa parte da construção da linha, o TTC foi forçado a concordar.
Em 1966, o Toronto Transit Comission inaugurou a segunda linha de metrô de Toronto, correndo primariamente ao longo da Bloor Street e da Danforth Avenue, em um sentido leste-oeste, com términos em Keele, a oeste, e Woodbine, a leste. A construção da linha foi possível graças à existência de uma ferrovia embaixo do Prince Edward Viaduct. A linha foi rapidamente estendida para Islington, a oeste, e Warden, a leste, em 1968. A linha seria estendida em 1980, com uma estação sendo adicionada em cada sentido, Kipling a oeste e Kennedy a leste.
Possíveis expansões da linha incluem uma em direção ao oeste, rumo a Sherway Gardens, e outra rumo a leste, em direção a Scarborough Centre. Porém, estas expansões não são vistas com prioridade pelo TTC, e são improváveis a curto ou médio prazo.

## Estações

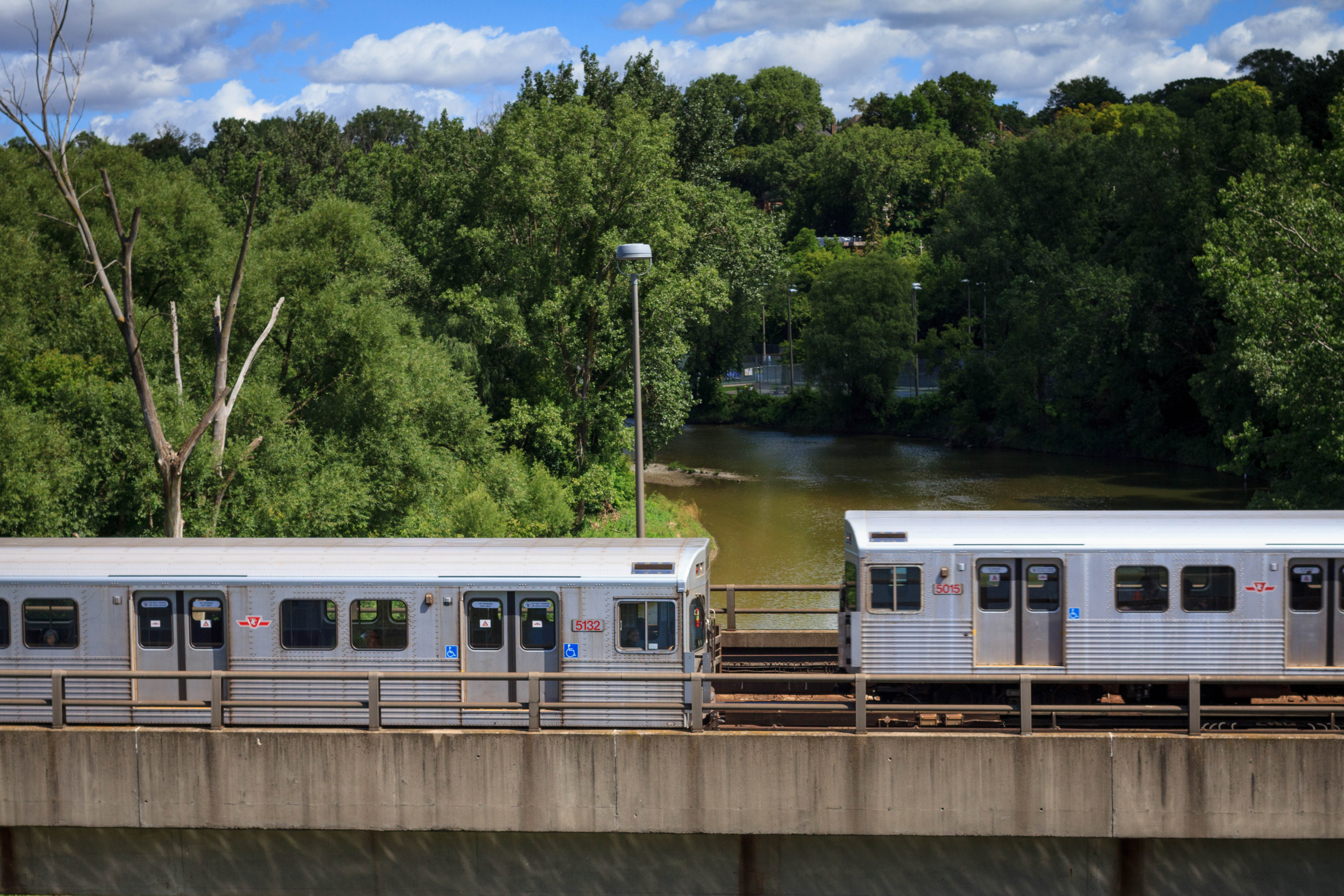
Duas composições da Linha Bloor-Danforth próximo da estação Old Mill passando sobre o Rio Humber em Toronto.

| Nome                 | Nome          | Inaugurada em | Conexões*                                                 |
| -------------------- | ------------- | ------------- | --------------------------------------------------------- |
| Linha Bloor-Danforth |               |               |                                                           |
| Kipling              |               | 1980          | 10 linhas de superfície, GO Transit                       |
| Islington            | Islington     | 1968          | 3 linhas de superfície, Mississauga Transit               |
| Royal York           | Royal York    | 1968          | 4 linhas de superfície                                    |
| Old Mill             | Old Mill      | 1968          | 1 linha de superfície (T)                                 |
| Jane                 |               | 1968          | 3 linhas de superfície (T)                                |
| Runnymede            | Runnymede     | 1968          | 3 linhas de superfície (T)                                |
| High Park            | High Park     | 1968          | 1 linha de superfície (T)                                 |
| Keele                | Keele         | 1966          | 3 linhas de superfície                                    |
| Dundas West          |               | 1966          | 4 linhas de superfície, GO Transit                        |
| Lansdowne            | Lansdowne     | 1966          | 1 linha de superfície (T)                                 |
| Dufferin             | Dufferin      | 1966          | 1 linha de superfície (T)                                 |
| Ossington            | Ossington     | 1966          | 3 linhas de superfície                                    |
| Christie             | Christie      | 1966          | 1 linha de superfície (T)                                 |
| Bathurst             |               | 1966          | 2 linhas de superfície                                    |
| Spadina              |               | 1966          | 1 linha de superfície, Linha Yonge-University-Spadina     |
| St. George           |               | 1966          | 1 linha de superfície, Linha Yonge-University Spadina     |
| Bay                  | Bay           | 1966          | 1 linha de superfície (T)                                 |
| Bloor-Yonge          |               | 1966          | 1 linha de superfície (T), Linha Yonge-University Spadina |
| Sherbourne           | Sherbourne    | 1966          | 1 linha de superfície (T)                                 |
| Castle Frank         | Castle Frank  | 1966          | 2 linhas de superfície                                    |
| Broadview            |               | 1966          | 6 linhas de superfície                                    |
| Chester              | Chester       | 1966          | Não possui                                                |
| Pape                 | Pape          | 1966          | 3 linhas de superfície                                    |
| Donlands             | Donlands      | 1966          | 2 linhas de superfície                                    |
| Greenwood            | Greenwood     | 1966          | 1 linha de superfície                                     |
| Coxwell              | Coxwell       | 1966          | 2 linhas de superfície                                    |
| Woodbine             | Woodbine      | 1966          | 2 linhas de superfície                                    |
| Main Street          |               | 1968          | 8 linhas de superfície, GO Transit                        |
| Victoria Park        | Victoria Park | 1968          | 4 linhas de superfície                                    |
| Warden               | Warden        | 1968          | 8 linhas de superfície                                    |
| Kennedy              |               | 1980          | 10 linhas de superfície, Scarborough RT, GO Transit       |

* - Em estações marcadas com (T), passageiros conectando entre rota de superfície com o metrô e vice-versa (ou entre diferentes rotas de superfície) pagando tarifa única precisam de um transfer. Linhas de superície (ônibus e bondes) são aquelas administradas apenas pelo TTC.
Todas as estações da linha Bloor-Danforth do metrô de Toronto recebem o nome da rua norte-sul onde a estação se localiza. A maioria das ruas que nomeiam as estações da linha Bloor-Danforth são ruas arteriais. As exceções são Old Mill, Castle Frank e Chester, cujas ruas de mesmo nome são ruas locais de menor importância. Chester é a única estação de metrô da cidade que não é cortada por uma linha de superfície.
Main Street, localizada na Main Street (Rua Principal) tem este nome (ao invés de simplesmente Main) para evitar uma possível confusão, a de que a estação seria a principal do sistema de metrô da linha ou mesmo da cidade. 
Kipling, Islington, Jane, Keele, Dufferin, Bathurst, Spadina, St. George, Bay, Pape, Main Street, Warden e Kipling são as estações mais movimentadas da linha Bloor-Danforth. Chester e Castle Frank estão entre as estações menos movimentadas do metrô de Toronto.